# 요코하마 시영 지하철 그린 라인
그린 라인(일본어: グリーンライン 그린라인[*])은 요코하마 시 교통국의 철도 노선 가운데 하나이다. 일본 가나가와현 요코하마시 미도리구에 있는 나카야마역과 요코하마 시 고호쿠구에 있는 히요시역을 잇는다.

## 역사
- 2008년 3월 30일: 개통.

## 운행 형태
노선을 왕복 운행되는 열차만이 있다.

## 차량
- 10000형

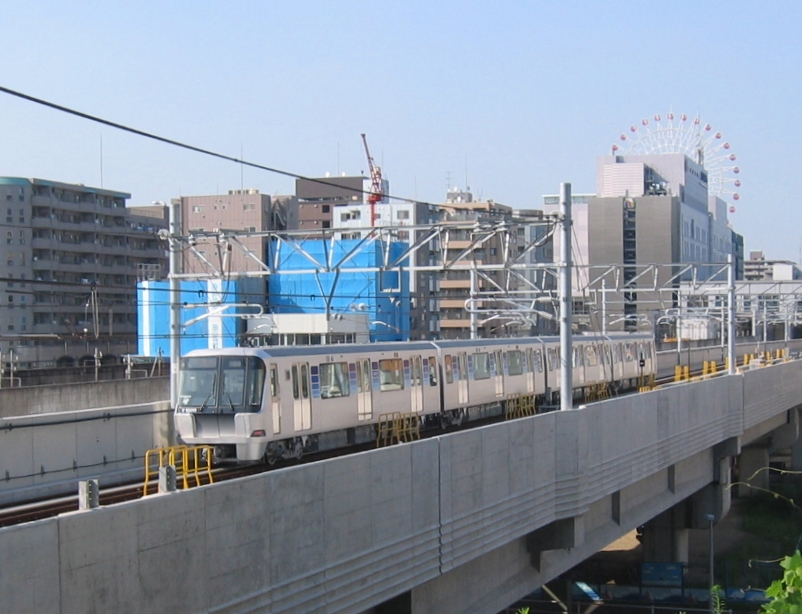
시험 운전 모습(2006년 7월 26일 촬영)
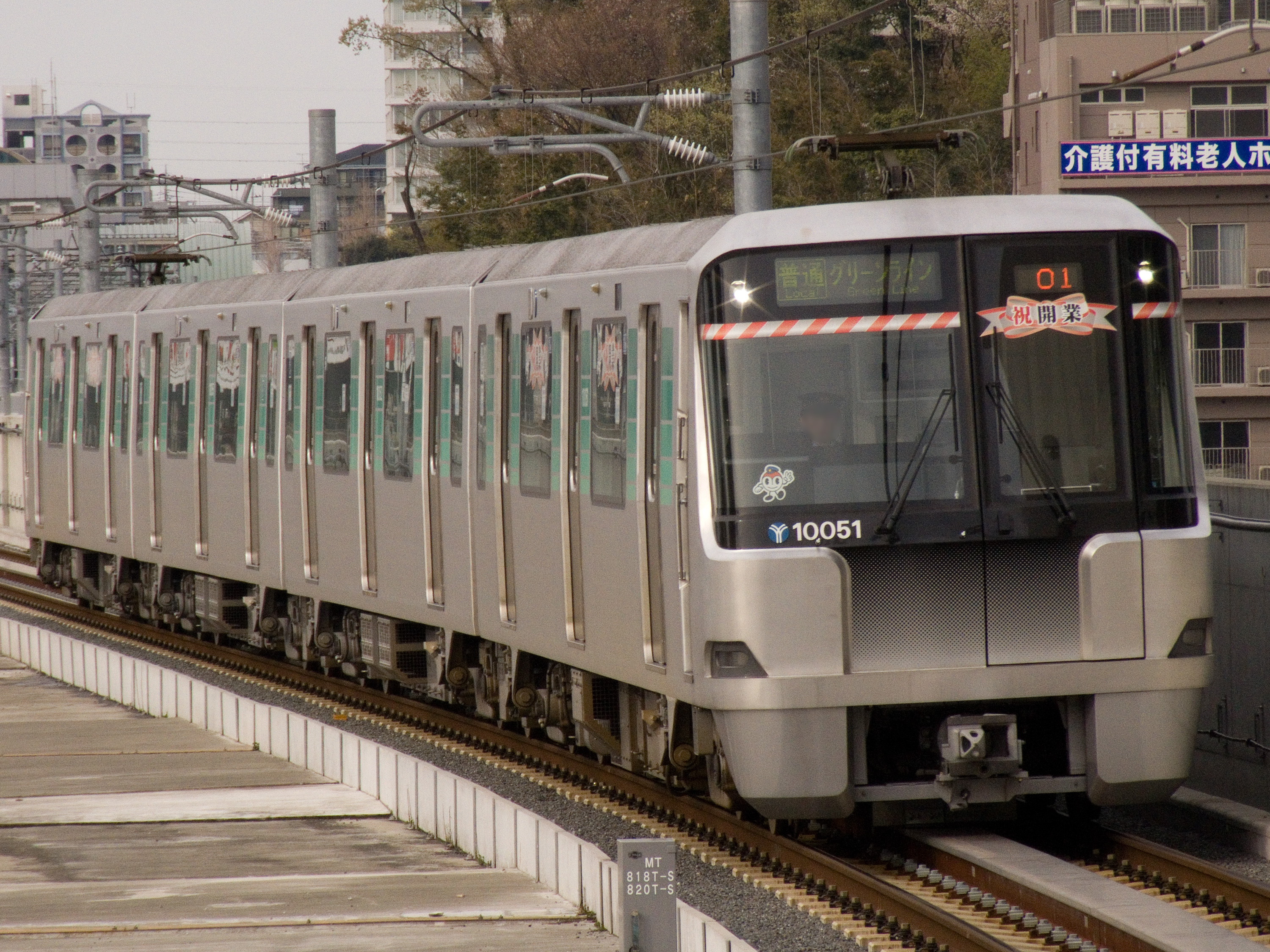
개통 기념 장식 열차(2008년 4월 9일 촬영)

## 역 목록
| 역 번호 | 역 이름              | 일본어 이름      | 거리 (km) | 접속 노선   | 소재지     | 소재지     | 소재지                   |
| ------- | -------------------- | ---------------- | --------- | ----------- | ---------- | ---------- | ------------------------ |
| G01     | 나카야마             | 中山             | 0.0       | 요코하마 선 | 가나가와현 | 요코하마시 | 미도리구                 |
| G02     | 가와와초             | 川和町           | 1.7       |             | 가나가와현 | 요코하마시 | 쓰즈키구                 |
| G03     | 쓰즈키후레아이노오카 | 都筑ふれあいの丘 | 3.1       |             | 가나가와현 | 요코하마시 | 쓰즈키구                 |
| G04     | 센터 미나미          | センター南       | 4.8       | ■ 블루 라인 | 가나가와현 | 요코하마시 | 쓰즈키구                 |
| G05     | 센터 기타            | センター北       | 5.7       | ■ 블루 라인 | 가나가와현 | 요코하마시 | 쓰즈키구                 |
| G06     | 기타야마타           | 北山田           | 7.4       |             | 가나가와현 | 요코하마시 | 쓰즈키구                 |
| G07     | 히가시야마타         | 東山田           | 8.8       |             | 가나가와현 | 요코하마시 | 쓰즈키구                 |
| G08     | 다카타               | 高田             | 10.3      | 고호쿠구    | 가나가와현 | 요코하마시 |                          |
| G09     | 히요시혼초           | 日吉本町         | 11.6      | 고호쿠구    | 가나가와현 | 요코하마시 |                          |
| G10     | 히요시               | 日吉             | 13.0      | 고호쿠구    | 가나가와현 | 요코하마시 | 도쿄 급행 전철 도요코 선 |